# USB-C

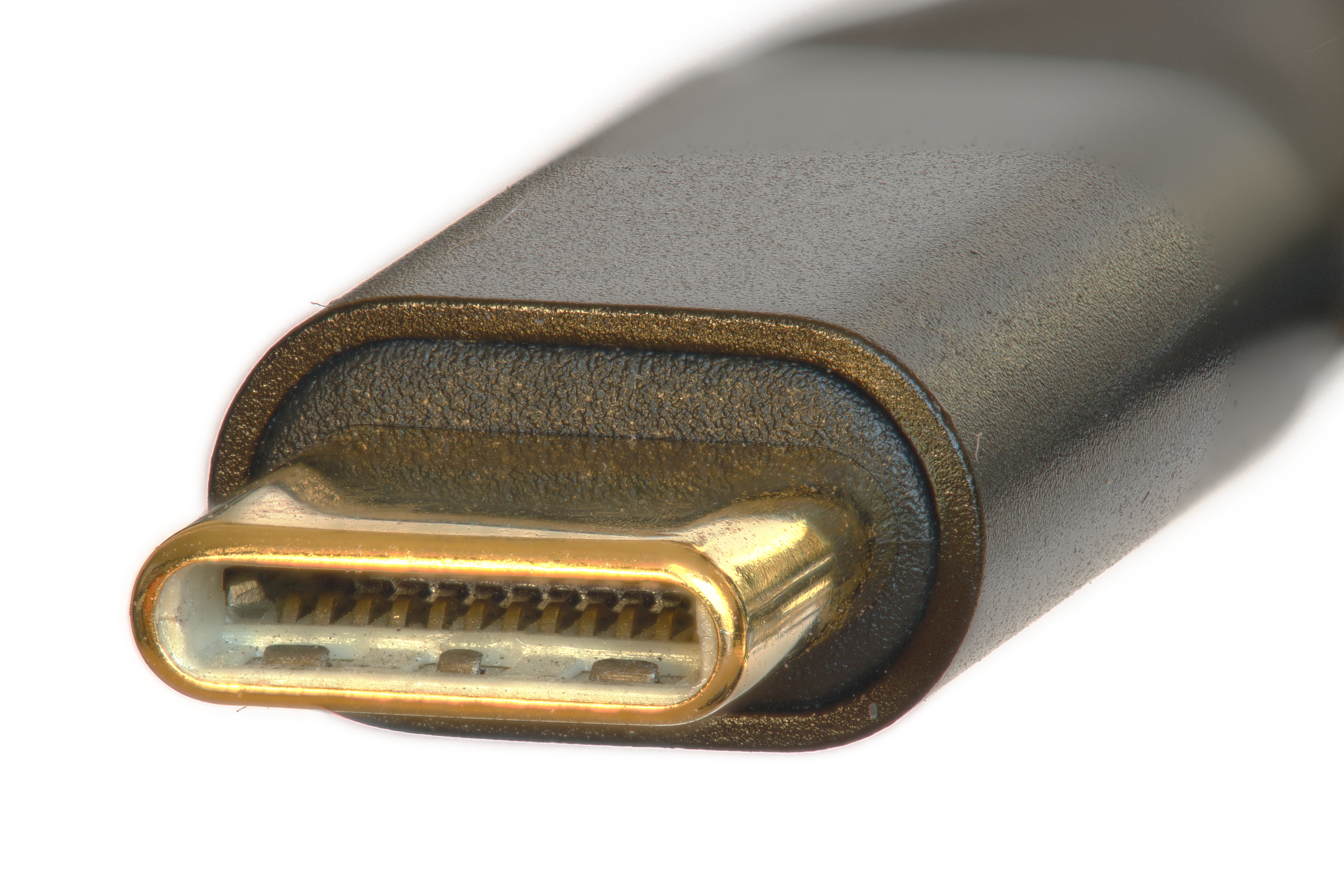
Conector USB-C

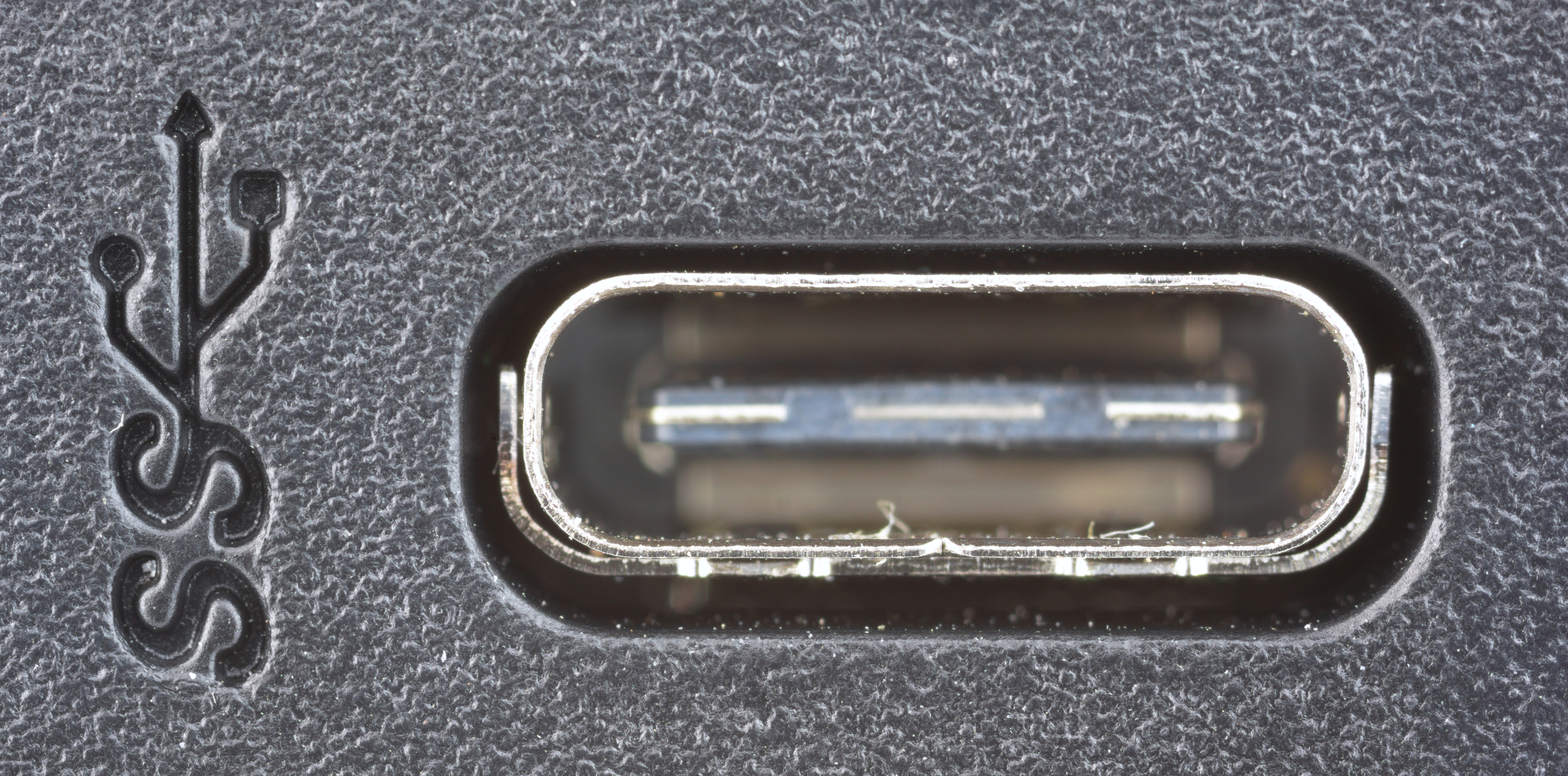
Puerto USB-C en un portátil MSI

USB-C, aún conocido como USB tipo C, es un sistema de conector USB de 24 pines que se distingue por su doble reversibilidad simétrica de rotación.
La especificación 1.0 de USB-C fue publicada por USB Implementers Forum (USB-IF) y finalizó en agosto de 2014. Se desarrolló aproximadamente al mismo tiempo que la especificación USB 3.1.
Un dispositivo que implementa USB-C no necesariamente implementa USB 3.1, USB-PD o modo alterno, ya que los dispositivos USB-C no tienen la obligación de tener estos estándares.

## Historia
En agosto de 2014, la USB-IF, organización formada por empresas como Intel, HP y Apple, entre muchas otras, y que decide sobre el estándar del USB, publicó la especificación del nuevo conector USB, también conocido como tipo C, que implementa un nuevo tipo de conector reversible tanto en extremos como en posición.

## Características
El conector USB-C ofrece comodidad por su diseño reversible y está pensado para ser el sucesor de todos los anteriores (tipo A y B), que quedarán obsoletos cuando el nuevo se implemente en todo tipo de dispositivos móviles y de sobremesa.
La especificación USB-C trae un conector reversible para dispositivos USB 3.1. El conector tipo C será usado en ambos dispositivos, anfitrión o huésped, reemplazando así múltiples conectores tipo A y tipo B con uno estándar orientado al futuro. El conector de doble lado de 24 pines provee 4 pares energía-tierra, dos pares diferenciales para el puerto de datos USB 2.0 (aunque solo un par es implementado en el cable tipo C), cuatro pares para el puerto de datos de alta velocidad, dos pines de uso de banda lateral y dos pines de configuración para la detección de orientación del cable, canal de datos con configuración BMC dedicada (biphase mark code), y VCONN +5 V de potencia para cables activos. Los cables/adaptadores tipo A y tipo B serán requeridos para dispositivos heredados con el fin de conectar a anfitriones tipo C; sin embargo, adaptadores/cables con un receptáculo de tipo C no están permitidos.
Los cables USB 3.1 de tipo C con todas las características son cables activos electrónicamente marcados y contienen un chip con una función de identificación basado en el canal de configuración de datos y mensajes definidos por el proveedor (VDM) de la especificación «USB Power Delivery 2.0». Los dispositivos USB 3.1 de tipo C también soportan corrientes de alimentación de 1.5 y 3.0 A través del bus de 5 V de tensión, además de la línea de base 900 mA. Los dispositivos pueden, o bien, negociar un aumento de corriente USB a través de la línea de configuración, o bien apoyar opcionalmente la especificación completa «power delivery» utilizando la línea de configuración con código de BMC y la línea VBUS codificado-BFSK legado.
El USB tipo C permite sustituir todos los conectores USB en uno pequeño y reversible:

### Thunderbolt 3

Logo de thunderbolt.

Este tipo de conector, además de  poseer una velocidad de hasta 10 Gbit/s de rendimiento, puede proporcionar una resolución de vídeo 5K o Dual 4K a 60 Hz.
Asimismo, proporciona 2 A sobre 5 V (10 W) y, opcionalmente, también 5 A sobre 12 V (60 W) o 20 V (100 W). Esta es la razón por la cual se puede alimentar el nuevo MacBook a través de su conexión USB, basándose también en la nueva especificación USB 3.1 (thunderbolt).
Thunderbolt es plenamente compatible con USB-C 3.1, pero no puede llevar a cabo todas sus posibilidades en un ordenador, dispositivo o pantalla que no lleve indicado el logo de thunderbolt.

### Capacidad para transmitir video
Los cables USB-C pueden ser utilizados para transmitir video. Esto incluye soporte para DisplayPort y HDMI a través de adaptadores, y es posible utilizar un cable USB-C para conectar un dispositivo a un monitor o televisor de alta definición. Esto hace que el USB-C sea útil en dispositivos como laptops, tabletas, smartphones y monitores.

## Modo alterno
El modo alterno dedica algunos de los cables físicos en el cable USB-C para la transmisión directa dispositivo-anfitrión de una gran cantidad de protocolos de datos alternos. Los cuatro carriles de alta velocidad, dos pines de banda lateral, y —solo para un puerto, dispositivo desmontable o aplicación de cable permanente— dos clavijas USB 2.0 y un pin de configuración se pueden utilizar para la transmisión de modo alternativo. Los modos se configuran mediante VDM a través del canal de configuración. A diciembre de 2014, las implementaciones «modo Alt» incluyen DisplayPort 1.3 y MHL 3.0. Otros protocolos seriales como PCI Express y BASE-T Ethernet son posibles.

## Power Delivery
USB «Power delivery» (USB-PD) es una tecnología de carga rápida que alcanza una potencia de hasta 240 W y que permite ir más allá de la carga de móviles y pequeños dispositivos, llegando incluso a alimentar ordenadores, monitores o portátiles. Es compatible con una gran cantidad de dispositivos.

## Cargador único a partir de 2024 en la Unión Europea
La Comisión Europea estableció mediante Directiva (UE) 2022/2380 que impondrá, a partir del 28 de diciembre de 2024 (fecha límite), este tipo de cargador en una quincena de dispositivos electrónicos portátiles que se comercialicen en la Unión Europea, entre los que se incluyen teléfonos, auriculares o consolas de videojuegos. El objetivo de esta imposición es la de reducir la basura tecnológica, además de ahorrar a los usuarios de dispositivos tecnológicos la necesidad de tener un cargador diferente para cada dispositivo que adquiera. La normativa también aplicará para ordenadores portátiles, sin embargo, se le dará más tiempo a los fabricantes para adaptarse al cambio.